# Quattro cavalieri dell'apocalisse mafiosa
I quattro cavalieri dell'apocalisse mafiosa fu un termine giornalistico che il giornalista Giuseppe Fava attribuì al gruppo di imprenditori edili catanesi che, dagli anni settanta e anni ottanta del XX secolo, dominò la quasi totalità degli aspetti economici della città di Catania. Il gruppo era composto da Francesco Finocchiaro, Gaetano Graci, Carmelo Costanzo e Mario Rendo.

## Storia

### L'interesse di Carlo Alberto Dalla Chiesa per i cavalieri catanesi

Carlo Alberto dalla Chiesa, il quale puntò la sua attenzione sugli affari dei cavalieri catanesi

Nel 1982 i cavalieri di Catania avevano suscitato l'attenzione di Carlo Alberto dalla Chiesa, il quale, essendosi insediato come prefetto di Palermo in funzione antimafia, aveva richiesto al prefetto di Catania una scheda completa riguardante i nuclei familiari, gli interessi, le società ed i possedimenti di Gaetano Graci e Carmelo Costanzo, nella quale venne specificata la natura del tutto necessitata di alcuni loro rapporti mantenuti con esponenti della criminalità catanese, giustificati dalla necessità di «non compromettere» il buon andamento dei loro interessi. Per queste ragioni Dalla Chiesa, nella famosa intervista concessa al giornalista Giorgio Bocca sul quotidiano la Repubblica, il 10 agosto 1982, dichiarò:
Tali dichiarazioni provocarono in forma ufficiale il risentimento di Costanzo, Rendo, Graci e Finocchiaro, i quali si sentirono chiamati in causa, provocando una polemica sollevata dall'allora presidente della Regione Mario D'Acquisto, che invitò pubblicamente Dalla Chiesa a specificare il contenuto delle sue dichiarazioni e ad astenersi da tali giudizi qualora tali circostanze non fossero state provate. Il mese successivo, il 3 settembre 1982, Dalla Chiesa venne ucciso a Palermo insieme alla giovane moglie e all'agente di scorta da un commando mafioso.

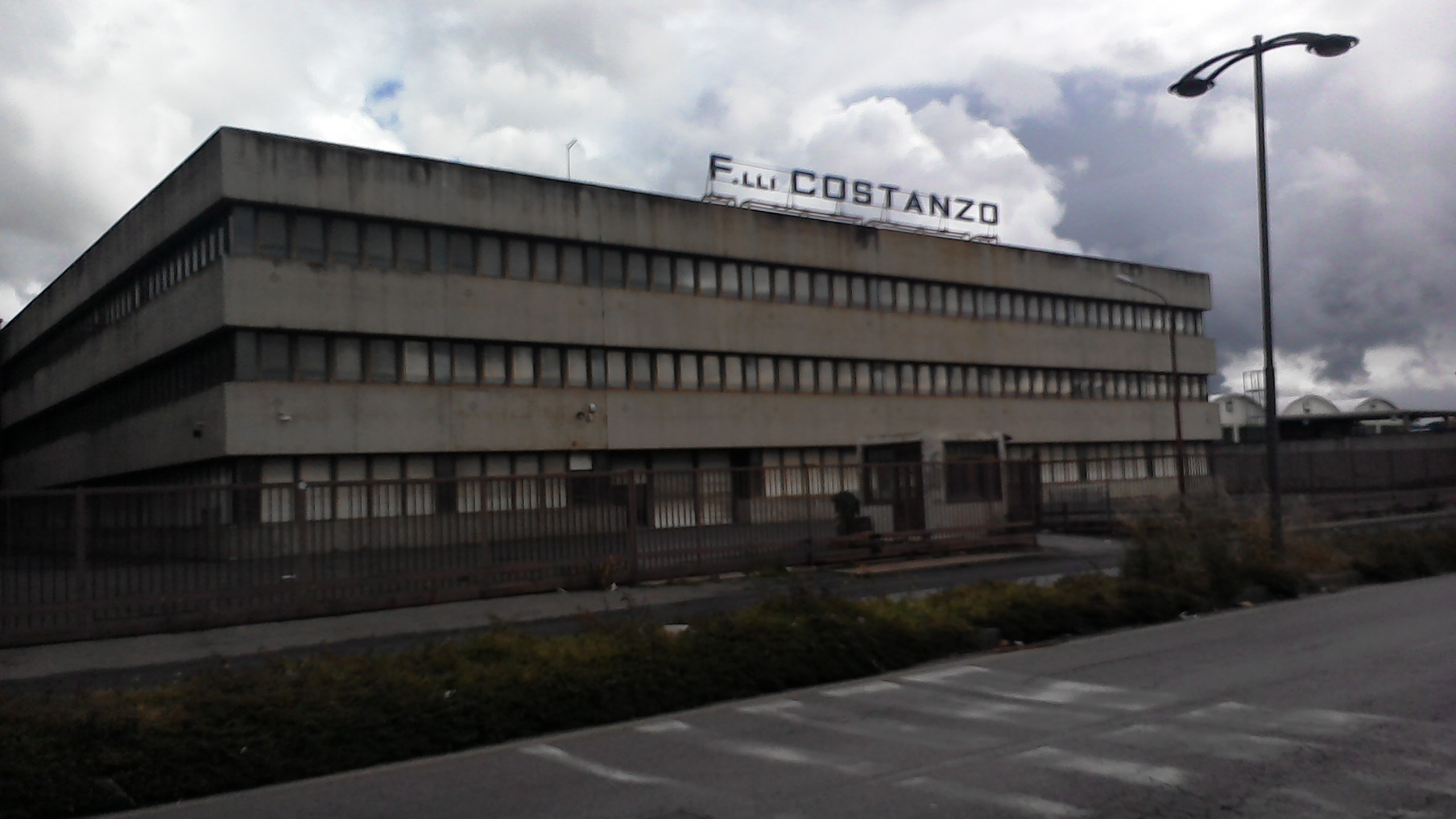
L'ex sede dell'azienda di Carmelo Costanzo, nella zona commerciale di Misterbianco.

Nel 1985, all'interno della sentenza-ordinanza di rinvio a giudizio del Maxiprocesso, i giudici Giovanni Falcone e Paolo Borsellino descrissero i rapporti tra mafia-politica-affari nel capitolo dedicato all'omicidio dalla Chiesa, ponendo particolare attenzione al ruolo dei cavalieri catenesi e ai loro rapporti con pubblici amministratori e con noti mafiosi-imprenditori di tutta la Sicilia (Giuseppe "Piddu" Madonia, Salvatore Polara, Filippo Di Stefano, Nicolò Maugeri e, soprattutto, Benedetto Santapaola, rinviato a giudizio come uno dei mandanti della strage di via Carini) finalizzati alla spartizione degli appalti pubblici nell'isola, arrivando così alla seguente conclusione: 
Catania.»
(Ordinanza-sentenza di rinvio a giudizio nei confronti di Abbate Giovanni + 707 - Vol. 18, pag. 3.698)

### L'editoriale di Fava

Giuseppe Fava, autore dell'editoriale "I quattro cavalieri dell'apocalisse mafiosa"

"I quattro cavalieri dell'apocalisse mafiosa" venne usato per la prima volta dal giornalista Giuseppe Fava come titolo del primo editoriale-inchiesta della rivista mensile I Siciliani nel gennaio 1983, che esprime la sua volontà di denuncia sociale già nell'incipit: 
Fava passa in rassegna in primo luogo i grossi affari della mafia, in primis il traffico di droga, in grado di condizionare intere economie mondiali e di distruggere direttamente o indirettamente le vite di migliaia di persone, per poi soffermarsi sui tre livelli della mafia: il primo della manovalanza, il secondo decisionale, che decide strategie ed escogita il modo di riciclare il denaro sporco, e infine il terzo, il più misterioso, quello politico. In questo contesto quasi apocalittico che sta divorando l'Italia.
Fanno la loro comparsa i Cavalieri del lavoro di Catania Francesco Finocchiaro, Gaetano Graci, Carmelo Costanzo e Mario Rendo e Fava analizza ed elenca i loro rilevanti interessi e affari in grado di condizionare l'intera economia isolana: 
Profondamente dissimili l’uno dall’altro, nell’aspetto fisico e nel carattere, Costanzo massiccio e sprezzante, Rendo improvvisamente amabile e improvvisamente collerico, Finocchiaro soave, silenzioso e apparentemente timido, Graci piccolino e indefettibilmente gentile con qualsiasi interlocutore, vestono però tutti alla stessa maniera, almeno nelle apparizioni ufficiali, abito grigio o blu anni cinquanta, cravatta, polsini, di quella eleganza senza moda propria dell’industriale self-made-man.
Tutti e quattro hanno imprese, aziende, interessi in tutte le direzioni, industrie, agricoltura, edilizia, costruzioni. Non si sa di loro chi sia il più ricco, a giudicare dalle tasse che paga sarebbe Rendo, ma altri dicono invece sia Costanzo, il più prepotente, l’unico che abbia osato pretendere e ottenere un gigantesco appalto a Palermo; altri ancora indicano Graci, proprietario di una banca che, per capitali, è il terzo istituto di credito della regione. La ricchezza di Finocchiaro non è valutabile. Molti ancora si chiedono: ma chi è questo Finocchiaro. (...) Chi sono dunque i quattro cavalieri? Quale il loro ruolo in questo autentico tempo di apocalisse? Già il fatto che questi quattro personaggi si siano riuniti insieme per discutere e decidere il destino futuro dell’imprenditoria e quindi praticamente dell’economia di mezza Sicilia, e stiano lì segretamente, due più due quattro, seduti l’uno in faccia all’altro, a valutare, soppesare, scartare, annettere, distribuire, in una sala che è facile immaginare di vetro e metallo, inaccessibile a tutti, nel cuore segreto dell’impero Rendo, con decine di uomini armati dislocati ad ogni ingresso del palazzo; e che al termine del convegno uno di loro, Costanzo, il più plateale, chiaramente tuttavia portavoce di tutti e infatti mai smentito, dichiari spavaldamente: «Abbiamo deciso di aggiudicarci tutte le operazioni e gli appalti più importanti, quelli per decine o centinaia di miliardi, lasciando agli altri solo i piccoli affari a due o tre miliardi, tanto perché possano campare anche loro!»; e che tutti e quattro siano giudiziariamente accusati di evasioni per decine e forse centinaia di miliardi, tutto denaro pubblico, quindi appartenente anche al maestro elementare, all’operaio, al piccolo artigiano, al contadino, al manovale, all’impiegato di gruppo C, all’emigrante, poveri innumeri italiani che sputano sangue per sopravvivere e spesso maledettamente nemmeno ci riescono; e che taluni di loro siano stati amici del bancarottiere Michele Sindona, o del boss Santapaola ricercato per l’assassinio di Dalla Chiesa, o del clan Ferlito il cui capo venne trucidato insieme a tre poveri carabinieri di scorta: ebbene tutto questo non corrisponde all’immagine, secondo costituzione, di cavalieri della Repubblica. (...) Quello che la gente pensa è più brutale e cioè che i cavalieri di Catania, o taluno di loro, partecipano alla grande impresa mafiosa e furono loro ad impartire l’ordine di uccidere Dalla Chiesa, appena il generale osò chiedere allo Stato gli strumenti legali per rovistare nei loro imperi economici. Ma quello che pensa la gente (e che anche tutti i grandi giornali, con perigliose acrobazie di linguaggio, hanno dovuto riferire) non può avere alcun valore giuridico e nemmeno morale, poiché può nascere da pensieri spesso mediocri, rancori sociali, invidie umane. Non ci sono prove e quindi fino ad oggi non esiste! (...)»
(Giuseppe Fava, I quattro cavalieri dell'apocalisse mafiosa)
Il 5 gennaio 1984, un anno dopo la pubblicazione dell'articolo, e dopo vari tentativi dei cavalieri di acquistare la rivista, Giuseppe Fava venne ucciso da membri del clan mafioso dei Santapaola. Il giorno del funerale di Fava, l'onorevole democristiano Antonino Drago affermò in un'intervista che era controproducente attaccare i quattro cavalieri, poiché essi non ne sarebbero stati indeboliti, ma anzi sarebbero andati ad investire i propri denari in Liguria o in Piemonte.

## Procedimenti giudiziari

### Il processo ai Cavalieri del Lavoro
Il 19 aprile 1985 il sostituto procuratore di Trapani Carlo Palermo (sopravvissuto dieci giorni prima ad un attentato con autobomba) emise mandati di cattura nei confronti di Mario Rendo, Gaetano Graci, Giuseppe Costanzo (figlio del cavaliere Carmelo) ed una trentina di imprenditori con l'accusa di associazione per delinquere finalizzata all'evasione fiscale ma i provvedimenti furono annullati dalla Cassazione, che trasferì l'indagine per competenza a Catania; l'inchiesta di Trapani era nata nei primi anni '80 ad Agrigento, dove era stata condotta dal sostituto procuratore Rosario Livatino (assassinato nel 1990), che scoprì un giro di fatture false o gonfiate per 52 miliardi di lire che i cavalieri catanesi ottenevano in tutta la Sicilia dalle ditte subappaltatrici per opere mai eseguite o appena cominciate. Il processo che ne seguì, avviato presso la terza sezione penale del Tribunale di Catania, si concluse nel 1988 con l'assoluzione di tutti gli imputati.
Le successive rivelazioni del pentito Antonino Calderone, secondo il quale "I cavalieri del lavoro di Catania non sono mai stati vittime della mafia, [...], perché la mafia l'avevano già dentro" risultarono comunque vane ed insufficienti ai fini di una condanna: infatti l'inchiesta nata dalle rivelazioni di Calderone venne smembrata tra le varie Procure siciliane competenti per territorio e nel 1991 il giudice istruttore di Catania Luigi Russo archiviò le accuse di associazione mafiosa nei confronti dei cavalieri Costanzo e Graci con la motivazione che essi sarebbero stati costretti a subire la "protezione" del clan Santapaola per necessità, decisione che provocò numerose polemiche.

### Anni successivi
Nel 1994, in seguito ad un'inchiesta della DIA da cui emersero ulteriori interazioni ed intensi rapporti tra i cavalieri e Cosa Nostra, il giudice Giuseppe Gennaro impugnerà la sentenza, ma gli imputati saranno prosciolti ancora una volta in via definitiva.